# بطولة اتحاد جنوب آسيا لكرة القدم
بطولة اتحاد جنوب آسيا لكرة القدم هي مسابقة كرة قدم رئيسية لمنتخبات كرة القدم للرجال المنظمة من قبل اتحاد جنوب آسيا لكرة القدم. المنتخبات التي تشارك في المسابقة هي أفغانستان، بنغلاديش، بوتان، الهند، المالديف، نيبال، باكستان وسريلانكا. تقام البطولة كل عامين. اجريت أول نسخة للبطولة في عام 1993 بباكستان وفازت بها الهند. أكثر فريق نجاحا في تاريخ البطولة هو المنتخب الهندي لكرة القدم بخمسة ألقاب آخرها عام 2011.

## الأداء حسب الدولة
| الدولة    | البطل                                        | الوصيف               | المركز الثالث | المركز الرابع  | وصل إلى نصف النهائي        |
| --------- | -------------------------------------------- | -------------------- | ------------- | -------------- | -------------------------- |
| الهند     | 7 (1993، 1997، 1999، 2005، 2009, 2011، 2015) | 3 (1995، 2008، 2013) | 1 (2003)      | –              | –                          |
| المالديف  | 1 (2008)                                     | 3 (1997، 2003، 2009) | 1 (1999)      | –              | 4 (2005، 2011، 2013، 2015) |
| بنغلاديش  | 1 (2003)                                     | 2 (1999، 2005)       |               | –              | 2 (1995، 2009)             |
| أفغانستان | 1 (2013)                                     | 2 (2011، 2015)       | –             | –              | –                          |
| سريلانكا  | 1 (1995)                                     | 1 (1993)             | –             | 1 (1997)       | 2 (2008، 2009، 2015)       |
| باكستان   | –                                            | –                    | 1 (1997)      | 2 (1993، 2003) | 1 (2005)                   |
| نيبال     | –                                            | –                    |               | 2 (1995، 1999) | 3 (1993، 2011، 2013)       |
| بوتان     | –                                            | –                    | –             | –              | 1 (2008)                   |